# Лидов, Алексей Михайлович
Алексе́й Миха́йлович Ли́дов (9 марта 1959, Москва — 29 мая 2025) — советский и российский учёный, историк и теоретик искусства, византолог и религиовед, автор концепции иеротопии (наука о создании сакральных пространств). Кандидат искусствоведения. Академик РАХ (2012).

## Биография
Лидов родился 9 марта 1959 года в Москве. Отец — Михаил Львович Лидов (1926—1993), известный учёный в области прикладной математики. Мать — Диана Георгиевна Седых, математик. В 1981 году закончил отделение истории и теории искусства исторического факультета МГУ имени М. В. Ломоносова. До 1985 года работал младшим научным сотрудником Государственного музея искусства народов Востока. В дальнейшем учился в аспирантуре Отделения истории и теории искусства исторического факультета МГУ. В 1989 году в МГУ имени М. В. Ломоносова защитил диссертацию на соискание учёной степени кандидата искусствоведения по теме «Росписи Ахталы». После защиты кандидатской диссертации до 1990 года работал заведующим сектором искусства Кавказа Государственного музея искусств народов Востока. В 1990—1991 годах заведовал кафедрой мировой художественной культуры Российского Открытого Университета. В 2008—2009 годах работал заместителем президента Российской академии художеств по научным и инновационным программам. С 2010 года работал заведующим отдела культуры древности Института мировой культуры МГУ. Лидов читал лекции и работал в качестве приглашённого исследователя в Принстонском, Гарвардском, Оксфордском, Кембриджском, Токийском, Центрально-Европейском университетах, Сорбонне и др.
Скончался 29 мая 2025 года в возрасте 66 лет.

## Научная деятельность
В МГУ Лидов специализировался по истории византийского искусства. Оказавшись по распределению в Государственном Музее искусства Востока, он стал заниматься христианским искусством Армении и Грузии. В 1991 году Лидов написал свою первую книгу, посвящённую фрескам Ахталинского монастыря в Армении и развивавшую тему его кандидатской диссертации. В книге охарактеризована художественная культура армян-халкидонитов, соединившая византийские, грузинские и армянские традиции. В дальнейшем Лидов стал заниматься византийской иконографией, в особенности литургической темой и образом Небесного Иерусалима. Было показано, что под влиянием богословских идей, возникших в контексте Великой Схизмы 1054 г., сформировалась новые программы храмовой декорации с доминирующими темами Причащения апостолов и Христа-священника. В 1991 году Лидов организовал независимый Научный центр восточнохристианской культуры (ЦВК), который занимается междисциплинарными исследованиями символического языка византийской и древнерусской культур. В организации центра участвовали также А. Л. Баталов, Л. А. Беляев, А. А. Турилов, Б. А. Успенский.
Важную роль в творческой жизни Лидова сыграла работа в Институте перспективных исследований (Institute for Advanced Study) в Принстоне в 1994—1995 гг. а также поездка в монастырь Святой Екатерины на Синае в 1996 году, результатом которой стала книга-альбом, первое в России монографическое издание с описанием уникальной коллекции византийских икон, хранящихся в монастыре. Некоторые аспекты лидовских интерпретаций синайских икон критиковались с позиций церковного богословия.
В дальнейшем Лидов обратился к исследованию чудотворных икон и реликвий. Были проведены две выставки: «Христианские реликвии в Московском Кремле» и «Спас Нерукотворный в русской иконе» в Центральном музее древнерусской культуры и искусства им. Андрея Рублева, организована международная конференция, вышли сборники. Ряд исследований был посвящёнчудотворной иконе Одигитрии Константинопольской и связанным с ней обрядом «вторничного действа», а также образу Спаса Нерукотворного и традиции его почитания в Византии и Древней Руси.
Изучая роль чудотворных икон и реликвий в формировании сакрального пространства в православной традиции, Лидов сформулировал в 2001 году новое понятие иеротопии. Главный тезис состоял в том, что создание сакральных пространств должно рассматриваться как особая сфера творчества и самостоятельный предмет историко-культурных исследований. Концепция иеротопии, имеющая общий характер и применимая в принципе ко многим явлениям сакрального, широко обсуждалась в научном сообществе и получила международное признание. В контексте иеротопических исследований, были также введены в научный обиход два новых понятия: «пространственная икона» и «образ-парадигма».

## Общественная деятельность
В 2004 году Лидов участвовал в качестве эксперта в чрезвычайной миссии ЮНЕСКО, организованной в связи с погромами и массовым уничтожением сербского культурного наследия в Косово. Подчеркнув масштаб и преднамеренность разрушений, Лидов предложил включить в список охраняемого культурного наследия ЮНЕСКО четыре объекта: Церковь Богородицы Левишки, Монастырь Печского патриархата, Монастырь Грачаница и Монастырь Высокие Дечаны, что и было сделано в 2006 году. В 2006 году издал книгу о средневековом искусстве Косово, в которой были также собраны сведения о 143 разрушенных или сильно пострадавших храмах, оскверненных албанскими экстремистами в 1999—2004 гг..
Лидов является одним из основателей экспертного сообщества «Защита Культурного Наследия», которое выступает за сотрудничество Церкви и музеев в деле сохранения памятников древнерусского искусства, передающихся в пользование Церкви. Известен своими выступлениями против бесконтрольной передачи Церкви храмов с уникальными фресками и старинных икон, представляющих особую художественную ценность и нуждающихся в специальных условиях хранения. Был одним из авторов открытого письма группы работников искусства и науки Святейшему Патриарху от 3 марта 2010 года.

## Учёные степени, звания, отличия
- Кандидат искусствоведения с 1989 года
- Член-корреспондент Российской Академии Художеств — 2007
- Distinguished visiting scholar, Йоркский университет (англ.), Великобритания — 2011
- Академик Российской Академии Художеств — 2012
- Christensen visiting fellow, Оксфорд, колледж Св. Екатерины (англ.), Великобритания — 2017

## Награды, премии
- Медаль Российской Академии Художеств «Достойному» за проведение научно-теоретического семинара и международного симпозиума «Пространственные иконы» — 2009
- Золотая медаль Российской Академии Художеств за монографию «Иеротопия. Пространственные иконы и образы-парадигмы в византийской культуре» — 2010
- Медаль «За заслуги перед Академией художеств» — 2014
- Орден Российской Академии Художеств «За заслуги перед искусством» — 2014
- Орден Дружбы (17 сентября 2016 года, Армения) — за значительный вклад в изучение армянского историко-культурного наследия[32]
- Благодарность Президента Российской Федерации (12 августа 2019 года) — за заслуги в развитии отечественной культуры и искусства, многолетнюю плодотворную деятельность[33]

## Книги (автор)
- Средневековые фрески Грузии (научный каталог выставки). — Москва, 1985.
- The Mural Paintings of Akhtala. — Nauka Publishers, 1991.
- Византийские иконы Синая. — Москва-Афины: Наука год= 1999.
- (вместе с Л. М. Евсеевой и Н. Н. Чугреевой). Спас Нерукотворный в русской иконе. — Москва: Наука, 2005.
- Иеротопия. Пространственные иконы и образы-парадигмы в византийской культуре. — Москва: Феория, 2009.
- Икона. Мир святых образов в Византии и Древней Руси. — Феория, 2013.
- Росписи монастыря Ахтала. История, иконография, мастера. — Университет Дмитрия Пожарского, 2014.

## Книги (редактор — составитель)
- Иерусалим в русской культуре. Москва, «Наука», 1994 (вместе с А. Л. Баталовым)
- Восточнохристианский храм. Литургия и искусство. Москва, «Дмитрий Буланин», 1994
- Чудотворная икона в Византии и Древней Руси. Москва, «Мартис», 1996
- Иконостас: происхождение-развитие-символика. Москва, «Прогресс-Традиция», 2000.
- Чудотворный образ. Иконы Богоматери в собрании Третьяковской галереи. Москва, «Радуница», 1999 (вместе с Г. В. Сидоренко)
- Христианские реликвии в Московском Кремле. Москва, «Радуница», 2000
- Восточнохристианские реликвии. Москва, «Прогресс-Традиция», 2003
- Реликвии в Византии и Древней Руси. Письменные источники. Москва, «Прогресс-Традиция», 2006
- Иеротопия. Создание сакральных пространств в Византии и Древней Руси. Москва, «Индрик», 2006
- Косово. Православное наследие и современная катастрофа. Москва, «Индрик», 2007
- Иеротопия. Сравнительные исследования сакральных пространств. Москва, «Индрик», 2008
- Новые Иерусалимы. Иеротопия и иконография сакральных пространств. Москва, «Индрик», 2009
- Пространственные иконы. Перформативное в Византии и Древней Руси. Москва, «Индрик», 2011
- Огонь и свет в сакральном пространстве. Материалы международного симпозиума. Москва, «Индрик», 2011
- Гора Афон. Образы Святой Земли. Москва, «Индрик», 2011
- Иеротопия Огня и Света в культуре византийского мира. Москва, «Феория», 2013.
- Живоносный источник. Вода в иеротопии и иконографии христианского мира. Материалы международного симпозиума. Москва-Ярославль, «Филигрань», 2014.
- Святая вода в иеротопии и иконографии христианского мира. Москва, «Феория», 2017 (сборник статей).
- Иеротопия святой горы в христианской культуре. Москва, «Феория», 2019 (сборник статей).
- Воздух и небеса в иеротопии и иконографии христианского мира. Материалы международного симпозиума. «Феория», 2019.

## Сборники статей, выпущенные к 60-летию Лидова
- Пространство иконы. Иконография и иеротопия. Москва, «Феория», 2019 (ред. М. Баччи, Е. Богданович)
- Icons of Space. Advances in Hierotopy. London&NY, Routledge, 2021 (ed. J. Bogdanovich)